# Леслі Кліфф (плавчиня)
Леслі Кліфф (англ. Leslie Cliff, 11 березня 1955) — канадська плавчиня.
Призерка Олімпійських Ігор 1972 року.
Переможниця Панамериканських ігор 1971 року.